# Arven
 For alternative betydninger, se Arven (flertydig). (Se også artikler, som begynder med Arven)
Arven er en dansk film fra 2003, instrueret af Per Fly.
Filmen modtog to Bodil-statuetter: bedste mandlige hovedrolle (Ulrich Thomsen) og bedste mandlige birolle (Peter Steen) og seks Robertstatuetter: bedste instruktør (Per Fly), bedste film (Ib Tardini), bedste mandlige hovedrolle (Ulrich Thomsen), bedste mandlige birolle (Peter Steen), bedste kvindelige birolle (Ghita Nørby) og bedste musik (Halfdan E).
Filmen blev i Danmark set af 374.000.
Arven er anden del i en trilogi, hvor Bænken var første del og Drabet er sidste del.